# Omaggio dell'uomo semplice

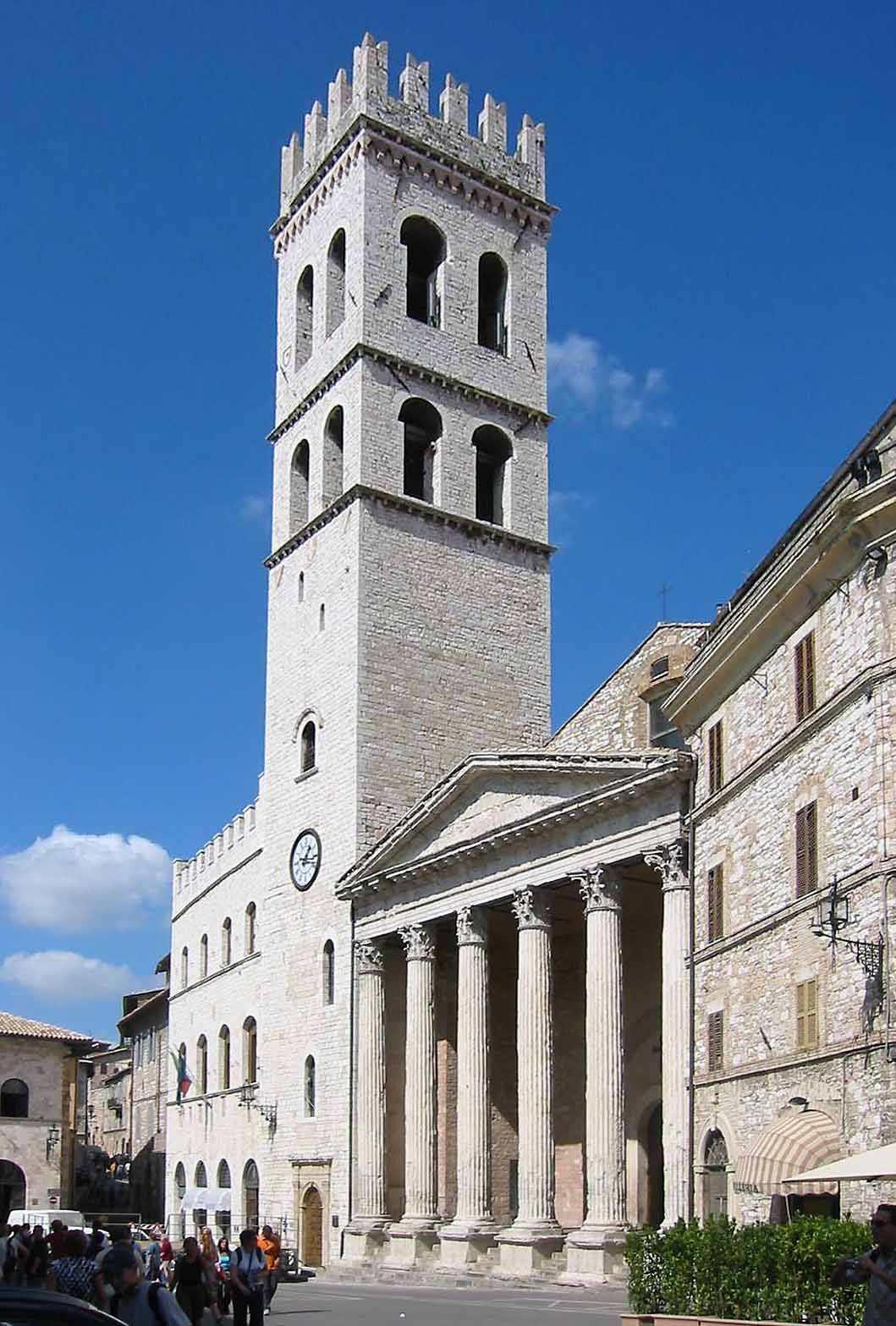
Palazzo comunale e tempio di Minerva a Assisi

L'Omaggio dell'uomo semplice è la prima delle ventotto scene del ciclo di affreschi delle Storie di san Francesco della Basilica superiore di Assisi, attribuiti a Giotto. Fu dipinta verosimilmente tra il 1295 e il 1299 e misura 230x270 cm.

## Storia
Questo episodio appartiene alla serie della Legenda maior (I,1) di san Francesco: "Quando un uomo semplice di Assisi stese le vesti dinanzi al beato Francesco e rese omaggio a lui che passava; oltre a ciò - si crede per ammaestramento di Dio - asserì essere Francesco degno di ogni riverenza, come chi era per fare in un tempo prossimo grandi cose, e perciò dover essere onorato da tutti." 
Tra gli affreschi, pur essendo il primo del ciclo narrativo, fu tra gli ultimi ad essere eseguito forse perché questa porzione di parete era impegnata con le impalcature per la costruzione dell'iconostasi.  In ogni caso la sua datazione non può andare oltre il 1305, quando la Torre del Popolo di Assisi venne terminata, mentre nell'affresco appare ancora incompiuta.

## Descrizione
La pittura di questa scena è dovuta in gran parte ad aiuti, ma straordinaria è l'organizzazione della scena, in un'ambientazione senza precedenti: gli spettatori vi potevano facilmente riconoscere la piazza di Assisi tra il Palazzo comunale (con la torre) e il tempio di Minerva, con gli edifici che creano un fondale realistico, costruito secondo precise misure secondo una coerente visione laterale e dal basso. La rappresentazione dei lati degli edifici in una sorta di assonometria intuitiva scorciata permette di creare anche la sensazione di sporgenza, come nel ballatorio dell'edificio sulla destra.
La narrazione è concisa ed efficace: il santo passa e un concittadino stende un mantello al suo passaggio, con una mimica credibile e chiarissima. Il santo non è raffigurato con deformazioni gerarchiche o con una sacrale posa frontale, ma è dipinto come le altre persone, con il solo riconoscimento dell'aureola (particolarmente elaborata), ed è calato completamente nella scena, di profilo.  Gli altri personaggi sono figure di cittadini casualmente di passaggio, vestite secondo la moda dell'epoca, che commentano il fatto con naturalezza: non hanno una funzione specifica se non quella di facilitare l'immedesimazione dello spettatore in essi, come se chi osserva fosse davanti a un fatto reale.
Si assiste quindi già da questa scena a un tentativo di annullare, con vari artifici stilistici e narrativi, la distanza tra ciò che è raffigurato e il mondo reale dell'osservatore.
Su questo affresco e su quello sul lato opposto (San Francesco libera l'eretico Pietro di Alife) si trova una mensola lignea che sporge al centro, dove anticamente si appoggiava la trave dell'iconostasi: tale ingombro fu all'origine della pittura della scena tra le ultime, quando si decise di decorare comunque il riquadro facendo però sì che la trave finisse in una zona neutra del cielo. La datazione più avanzata della scena si intuisce semplicemente confrontandola con quella vicina di San Francesco dona il mantello a un povero: in quest'ultima si notano ancora riflessi metallici e spigoli ruvidi, mentre nell'Omaggio la stesura pittorica è già ammorbidita e sfumata, con le vesti dalla consistenza più soffice che preludono ormai al ciclo di Padova.